# Govce
Govce – wieś w Słowenii, w gminie Laško. W 2018 roku liczyła 12 mieszkańców.